# Ontologi (datalogi)
 Denne artikel omhandler ontologi indenfor datalogi. Opslagsordet har også en anden betydning, se Ontologi (filosofi).
En ontologi er en netbaseret og formaliseret beskrivelse af et emneområde. Den formelle beskrivelse gør, at computere kan håndtere betydningen af ord, og netværket af ord afgrænser ordenes betydningen bedre end almindelige ordbøger.
Konkret er en ontologi et dokument eller fil der formelt definerer sammenhængene mellem ord.
Emneområdet beskrives altså med ord, der indgår i et netværk af ord, mere formelt: Ordene er 'knuder' i en graf, hvor sammenhængen mellem de enkelte ord er grafens 'kanter'. Beskrivelsen af sammenhængen eller 'kanterne' er ikke almindelige sætninger og tekster, men ganske bestemte relationer, f eks 'består af' (en hammer består af hoved og skaft) eller 'er underbegreb til' (en hammer er underbegreb til værktøj). De enkelte ords betydning er også udtrykkelig defineret, og når betydningen af både ord og deres relationer er defineret efter en bestemt skabelon eller skema, så kan man anvende computer til at sammenligne ords betydning, oversætte mellem sprog, eller søge information på internettet.
En tesaurus er en ordnet samling af ord. Måske kan man sige, at en tesaurus er en uformel ontologi. 
En taksonomi ordner ord eller objekter i en hierarkisk struktur, også (i grafteori) kaldt et 'træ', der er en speciel graf. 
I datalogi er en ontologi et forsøg på at formulere et udtømmende og strengt konceptuelt skema indenfor et givent domæne, typisk en hierarkisk datastruktur indeholdende alle de relevante entiteter og deres slægtskab og regler (teoremer...) i domænet.